# کامیلو ولوزو
کامیلو ولوزو زونیگا (Camilo Velozo Zuñiga؛ متولد ۲ فوریه ۱۹۹۶) کاراته کای اهل شیلی است. وی در مسابقات کاراته قهرمانی جهان ۲۰۱۸ که در مادرید، اسپانیا برگزار شد، یکی از مدال‌های برنز را در کومیته ۶۷ کیلوگرم مردان به دست آورد. وی در بازی‌های پان امریکن ۲۰۱۹ که در لیما، پرو برگزار شد، در کومیته ۶۷ کیلوگرم مردان مدال نقره را از آن خود کرد.

## دستاوردها
| سال  | رقابت                 | محل               | رتبه بندی | رویداد            |
| ---- | --------------------- | ----------------- | --------- | ----------------- |
| ۲۰۱۸ | بازی‌های آمریکای جنوبی | کوچابامبا، بولیوی | سوم       | کومیته ۶۷ کیلوگرم |
| ۲۰۱۸ | قهرمانی جهان          | مادرید، اسپانیا   | سوم       | کومیته ۶۷ کیلوگرم |
| ۲۰۱۹ | بازی‌های پان امریکن    | لیما، پرو         | دوم       | کومیته ۶۷ کیلوگرم |